# محمد خدابنده اولجایتو

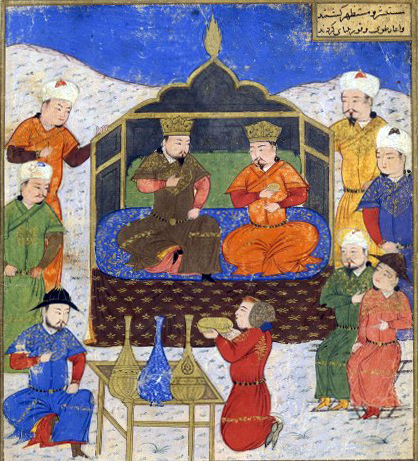
اولجایتو در کنار برادرش غازان خان

سلطان محمد خدابنده - اولجایتو (به مغولی: ᠦᠯᠵᠡᠢᠲᠦ ᠺᠬᠠᠨ, Өлзийт Хаан) هشتمین سلطان از سلسله ایلخانان بود که از ۷۰۳ تا ۷۱۶ ه‍.ق بر ایران حکمرانی کرد. وی پسر ارغون (چهارمین ایلخان مغول) و برادر غازان (هفتمین ایلخان مغول) بود.
مادر وی اوروک خاتون، مسیحی بود و تحت تأثیر کشیشان دربار، فرزند خود را غسل تعمید داده و به افتخار پاپ زمان که نیکلاس چهارم بود، او را «نیکلاس» نام نهاده بود. بروز یک بیماری در کودکی موجب شد که نامش را به «خربنده» تغییر دهند و در زمانی که اسلام آورد به «خدابنده» تغییر نام داد. به هنگام تاجگذاری نامش را به «محمد اولجایتو خان» تغییر داد که به معنای «پادشاه بزرگ مبارک» بود و تا پایان عمر به این نام باقی ماند.

## زندگی

### سال‌های آغازین
اولجایتو در سال ۶۵۹ ه‍.ق به دنیا آمد، مادر وی اوروک خاتون (منبع دیگر آرکاو خاتون) مسیحی بود و تحت تأثیر کشیشان دربار، فرزند خود را غسل تعمید داده و به افتخار پاپ زمان که نیکلاس چهارم بود، او را «نیکلاس» نام نهاده بود. او تا زمان مرگ مادرش مسیحی باقی ماند. در کودکی در جوی که مسیحیان نیرو و احترام فراوان داشتند، رشد کرد. پدر وی ارغون کلیساهایی را که به دستور احمد تگودار ویران شده بود، مرمت کرد و همچنین ماریهبالاها، اسقف کلیسای نسطوری ایران را بر اریکه قدرت نشانید و کلیسای مارشلیطه در مراغه را که مرکز مسیحیان ایران به‌شمار می‌رفت، رونق دوباره بخشید.
نیکولو در کودکی بیمار شد و به دنبال عقاید مغولی نامش را به «خربنده» تغییر دادند، که به حروف ابجد «سایه خاص آفریننده» معنا می‌دهد که رشید الدین فضل‌الله همدانی طی ابیاتی آن را توضیح داده است. تغییر نام هنگام حوادث ناگوار نزد مغولان، سنتی رایج بود.

### سال‌های نوجوانی
در نوجوانی به فرمانروایی خراسان منصوب شد. در این دوران بود که روحانیان حنفی پیوسته او را به گرویدن به این مذهب تشویق می‌کردند. تلاش آنان به سرانجام رسید؛ او مسلمان و حنفی شد و حنفیان را احترام و تکریم فراوان کرد. وی پس از اسلام آوردن نام خود را از «خربنده» به «خدابنده» تغییر داد.

### به حکومت رسیدن
پس از مرگ غازان‌خان به ایلخانی مغول در ایران رسید. وی علاوه بر تأکید بر اجرای قوانین اسلامی، منشوری صادر کرد مبنی بر اینکه کلیه فرامینی که توسط غازان صادرشده، پابرجا و محترم باقی بماند. وی کسانی را که غازان بر کارها گمارده بود ابقا کرد و در مناصب نیز تغییری را اعمال نکرد؛ بنابراین می‌توان حکومت اولجایتو را، ادامه حکومت غازان دانست.
اولجایتو در سال‌های اول سلطنت خود، نقشه غازان را که موفق به اجرای آن نشد آغاز کرد؛ در منطقه‌ای که دارای چمن‌زارهای سبز و خرم بود به یاد موطن مألوف و دشت‌های وسیعش، شهری مهم و بزرگ ساخت که به سلطانیه معروف شد و از آن پس پایتخت را از تبریز به سلطانیه منتقل کرد. به پیروی از سبک غازانی (که خود تقلیدی از شهرسازی ایرانی بود)، در مرکز شهر سلطانیه ارگی بناشد که به بناهای آرامگاهی سلطان اختصاص یافت و در مرکز آن، گنبدی با هشت منار برپا شد. همچنین خانقاه، مدرسه، دارالسّیاده، دارالضّیافه و دارالشفا نیز در کنار آن بنا شد. موقوفات فراوان برای مخارج آن در نظر گرفته شد و تولیت آن به خواجه رشید الدین فضل‌الله همدانی سپرده شد، «چون این جمله به تعلیم و ارشاد او بود.»
اولجایتو پس از رسیدن به فرمان‌روایی، دستور به قتل آلافرنک پسر گیخاتو داد. او پسرش ابوسعید را به فرمان‌روایی خراسان فرستاد. الجایتو شهر سلطانیه را به وجود آورد (این کار را پپشتر پدرش ارغون آغاز کرده بود) و آن را پایتخت خود قرار داد. او دیلم (گیلان) را که با وجود گذشت پنجاه سال از برقراری ایلخانیان هنوز کاملاً مطیع نشده بود فتح کرد، اما سپاهش در این راه متحمل تلفات زیادی شد.
اولجایتو نیز همچون ایلخانان پیشین برای کسب حمایت اروپاییان در برابر مملوکان مصر با پاپ، نوشت و خواند داشت؛ اما نتوانست در عمل کمکی از آنان برای جنگ با مصریان دریافت کند، سرانجام در سال ۷۱۲ ه‍.ق / ۱۳۱۲ م. به تشویق گروهی از امرای ناراضی سوریه رهسپار موصل شد، از فرات گذشت و در کنار فرات، شهر رحبه‌الشام را به محاصره درآورد اما موفق به فتح آن نشد، اهل شهر در برابر مهاجمان سرسختانه مقاومت کردند و چون مغولان متحمل تلفات سنگین گردیدند و نیز آذوقه آنان تمام شده بود دست از محاصره شهر برداشتند و از طریق فرات مراجعت نمودند و بدین ترتیب تاریخ پنجاه ساله مبارزه مغولان و ممالیک بر سر تصرف سوریه پایان یافت.

## دین

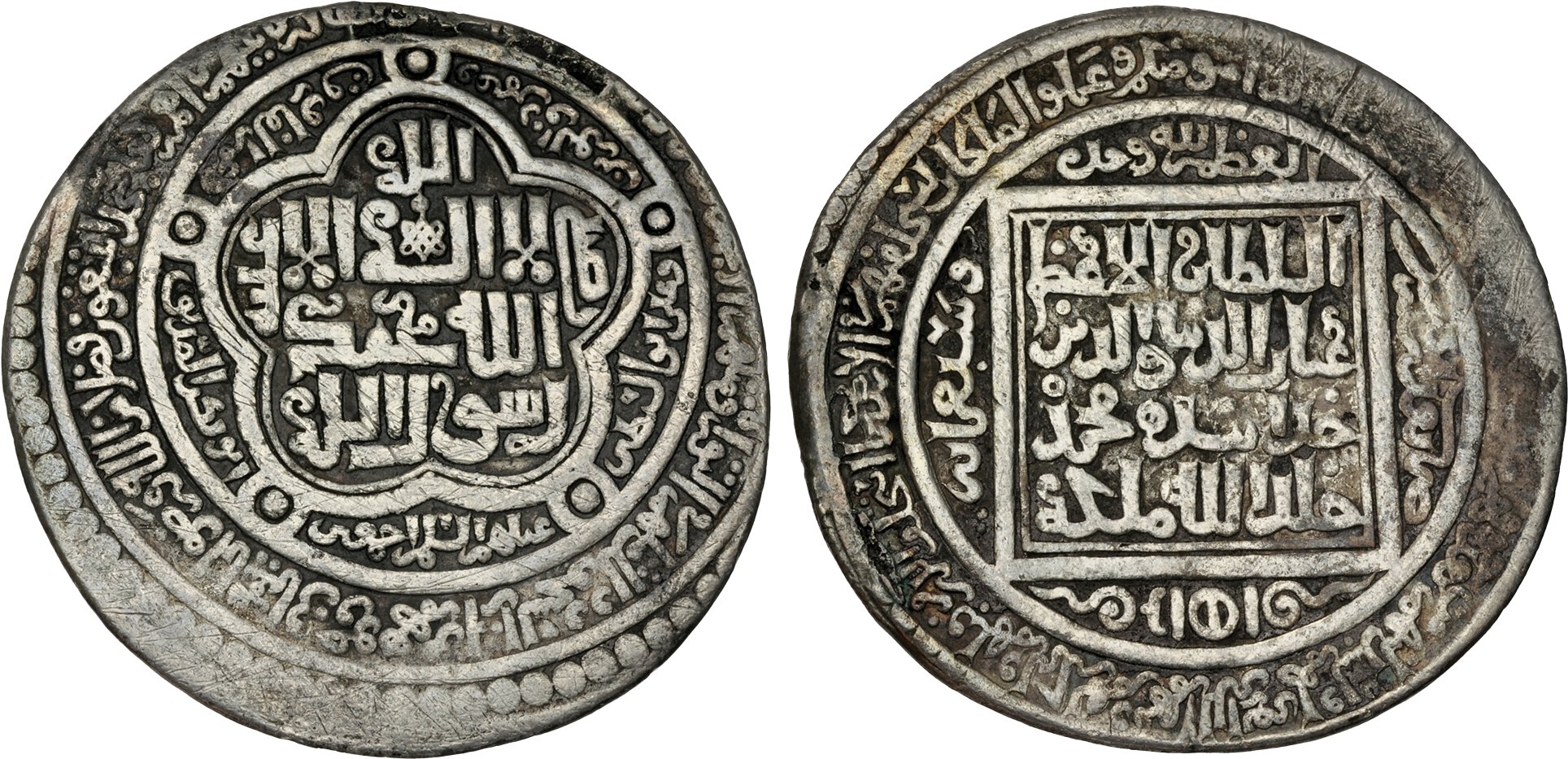
سکه شش درهمی اولجایتو با شعار سنی؛ ۷۰۶ ه‍. ق

پدر اولجیتو، ارغون‌خان بودایی بود. تحت تأثیر مادرش در کودکی با نام مسیحی نیکلاس تعمید یافت. بعداً بودیسم را پذیرفت، سپس ابتدا به اسلام سنی و پس از شیعه دوازده امامی گروید، و در نهایت دوباره به اسلام سنی مشرف شد.
اولجایتو در زمانی که ولیعهد و حکمران خراسان بود، مسلمان شد و مانند برادرش مذهب حنفی اختیار کرد. غازان خان در اواخر عمر به زیارت بارگاه علی به نجف رفت و در همان‌جا به تشیع گرایش یافت و فرمان داد خطبه به نام «اهل بیت» بخوانند؛ اما پس از درگذشت غازان و جلوس اولجایتو، حنفیان، ایلخان جدید را بر آن داشتند که خطبه و سکه به نام خلفای راشدین کند و از همین زمان، رقابت میان فرقه‌های مختلف مذهبی در دربار ایلخان بالا گرفت و هر یک می‌کوشیدند تا اولجایتو را به کیش خود درآورند. در این میان خواجه رشیدالدین که مذهب شافعی داشت، نظام‌الدین مراغه‌ای شافعی مذهب را شغل «قضاء مملکت ایران» داد و اولجایتو نیز چون چیرگی نظام‌الدین را در مباحثه با علمای فرقه‌های دیگر بدید، مذهب شافعی اختیار کرد و از آن پس اختلاف‌های مذهبی، به ویژه میان حنفیان و شافعیان در دربار ایلخان سخت بالا گرفت؛ تا آنجا که برخی از امرای مغول، با تهدید، ایلخان را به ترک مسلمانی و بازگشت به دین آبا و اجدادی خود فرا خواندند؛ اما اولجایتو همچنان بر دین خود پای فشرد. سپس امیر طرمطاز (ترمتاس) و تاج‌الدین آوجی (تاج‌الدین آوی)، عالم شیعی، اولجایتو را به مذهب شیعه ترغیب کردند و او سرانجام در ۷۰۹ ق/ ۱۳۰۹ م که به بغداد رفت، رسماً مذهب شیعه اختیار کرد و فرمان داد، به جای خلفای راشدین به نام امامان شیعه سکه و خطبه کنند و در همان‌جا، علامه حلی، بزرگ‌ترین عالم شیعی آن عصر، به حضور ایلخان راه یافت و از آن پس ملازم او شد اما به گفتهٔ ابن بطوطه، اهالی ولایات مهمی چون بغداد، آذربایجان، اصفهان و شیراز در برابر فرمان ایلخان مبنی بر تغییر خطبه، سرسختانه پایداری کردند. دو سال بعد، در ۷۱۱ ق، پس از آنک‍ه تاج‌الدین آوجی و پسرش به اتهام همکاری با خواجه سعدالدین ساوجی وزیر، به فرمان اولجایتو کشته شدند، نفوذ شیعیان نیز در دستگاه ایلخانان روبه کاستی نهاد. اولجایتو در واپسین روزهای زندگی مذهب شیعه را ترک گفت و به مذهب اهل سنت بازگشت و فرمان داد به نام خلفای راشدین سکه و خطبه کنند و نافرمانان را نیز سخت بیم داد.

## نحوه رسیدن به سلطنت

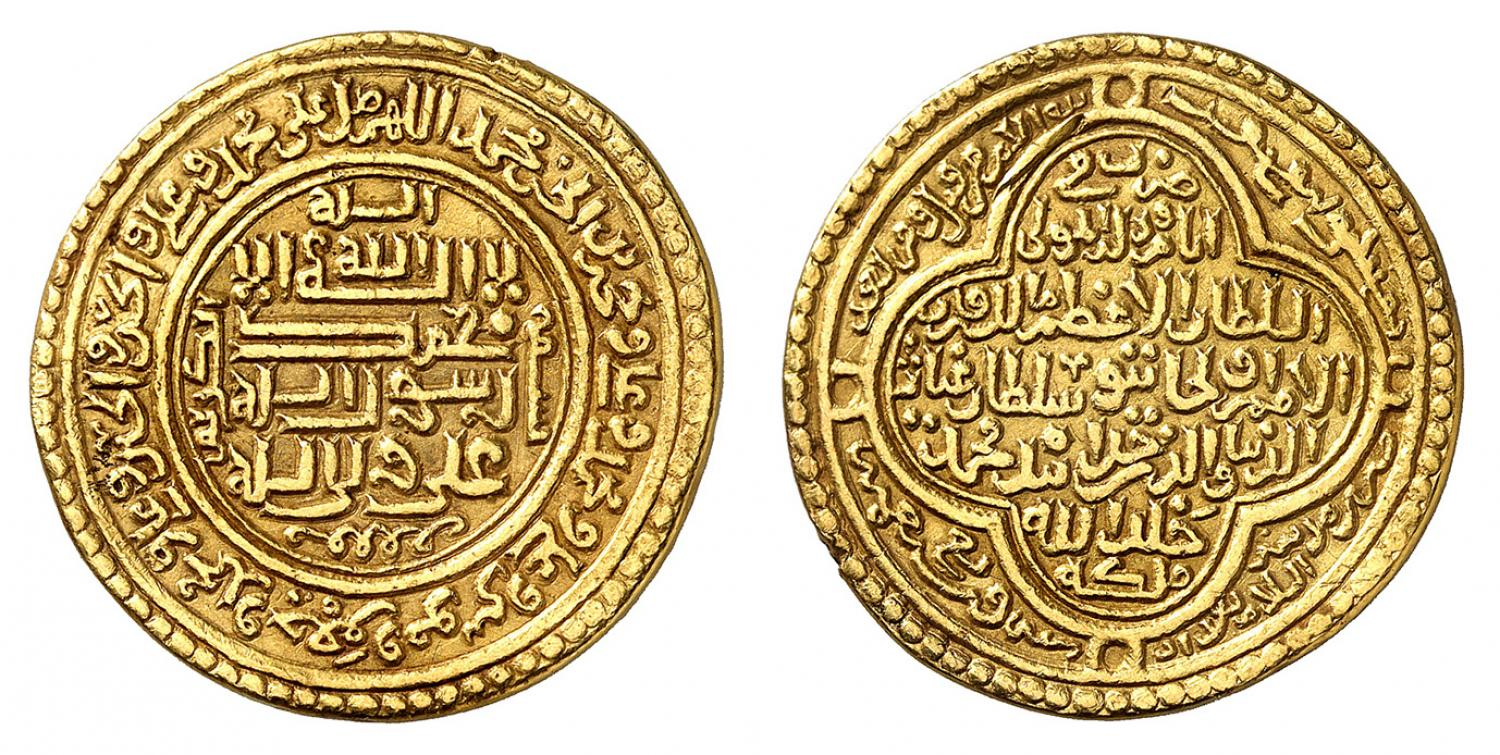
سکه دو دیناری اولجایتو با شعار شیعه؛ ۷۰۹ ه‍. ق

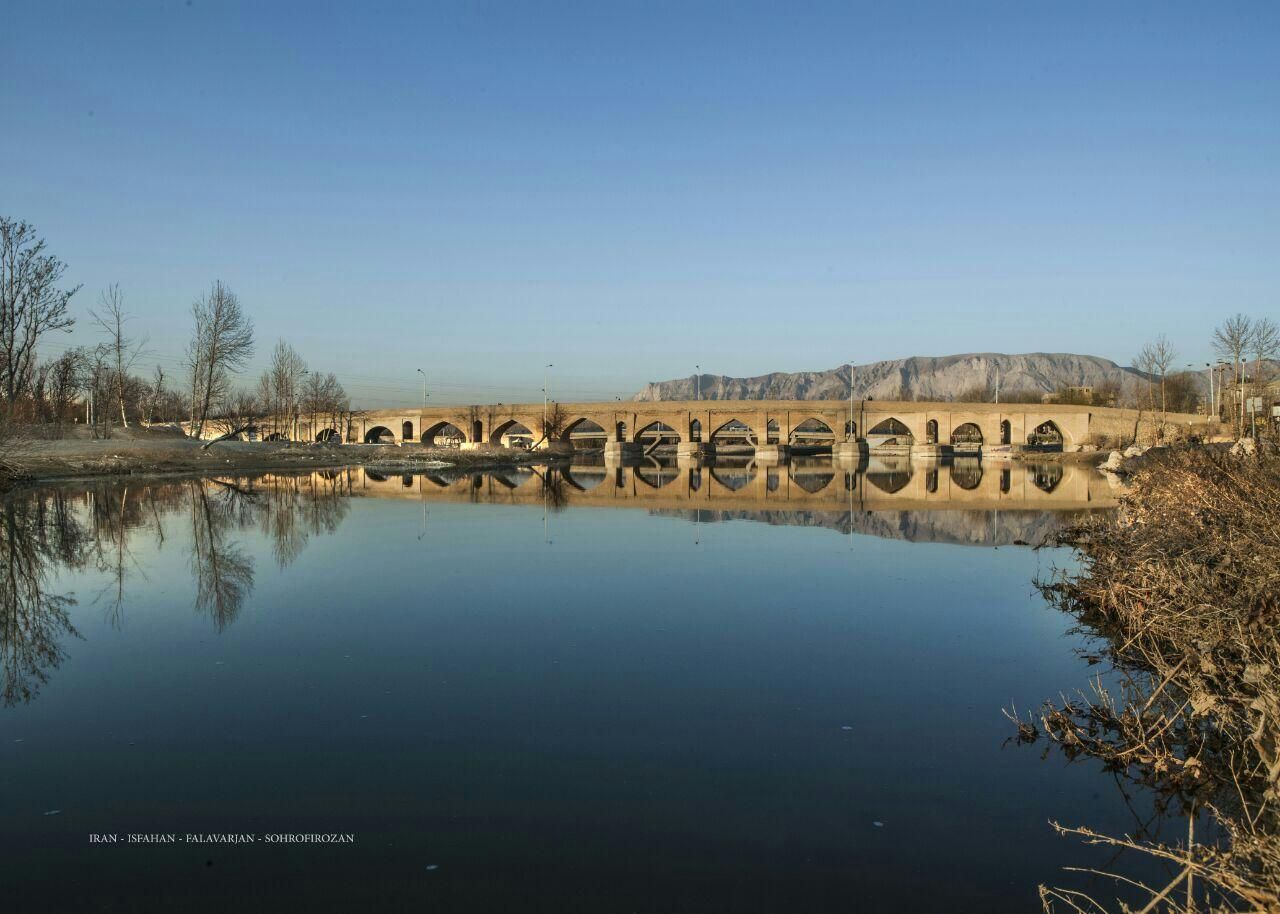
پل تاریخی بابا محمود سهرفیروزان ساخته شده به عهد اولجایتو در ۷۰۴ هجری به دست بابا محمود سهرفیروزانی که دومین پل تاریخی بر روی زاینده رود در استان اصفهان می‌باشد و در ۲۵ اسفند ۱۳۴۵ به شماره ۶۳۴ به ثبت ملی رسیده است

غازان خان، در ایام حیات خود برادر خویش محمد را به جانشینی خود تعیین نمود؛ ولی محمد در وفات غازان در اردو حضور نداشت و در خراسان به حکومت و ادارهٔ امور آن مملکت مشغول بود. از امرای غازانی امیر مولای، محرمانه محمد را از اوضاع اردو و خیالات شاهزادگان و امرای سرکش مطلع می‌ساخت؛ مخصوصاً او را از داعیهٔ سلطنت آلافرنگ پسر کیخاتون مخبر کرد و به او فهماند که این شاهزاده به دستیاری هرقداق سپهسالار اردوی خراسان که زوجه اش دختر قتلغشاه خواهرزادهٔ آلافرنگ بوده، هوای ایلخانی در سر دارد و اگر محمد می‌خواهد به آرامی بر تخت بنشیند و دنبالهٔ اصلاحات برادر را بگیرد؛ نخست باید از جانب آلافرنگ و هرقداق آسوده‌خاطر شود. محمد در قوریلتایی که پس از وصول خبر مرگ غازان منعقد ساخت، چنین صلاح دید که پیش از شیوع این خبر کار آلافرنگ و هرقداق را بسازد و به همین نیت سه نفر از امرای خود را به این مهم گماشت و ایشان قبل از آن که آلافرنگ بر مردن غازان مطلع شود، با او خلوت کردند و یکی از آن سه مأمور سر او را با شمشیر از بدن جدا ساخت و هرقداق هم اگرچه گریخت، ولی به زودی دستگیر شد و با دو برادر و سه پسر خود به قتل رسید و محمد از شر غائلهٔ بزرگی رهائی یافت. بعد از دفع فتنهٔ آلافرنگ و هرقداق و گرفتن اطاعت از لشکریان ایشان و آرام کردن خراسان، محمد از آن مملکت عازم دارالملک تبریز گردید و در این سفر سپاهیان فراوان و یک عده از امرا و نوینان بزرگ مثل امیر مولای و سونج وایسن قتلغ و علی قوشچی و حسین بیک با او همراه بودند. محمد در پنجم ذی الحجة سال ۷۰۳ هَ.ق. به شهر اوجان رسید و در این مقام به اقامهٔ مراسم عزاداری برادر خود قیام کرد و در ۱۵ ذی الحجة همان سال رسماً به تخت ایلخانی جلوس نمود، در حالی که قتلغشاه و امیر چوپان و امیرفولادقیا و سونج وایسن قتلغ در طرف راست تخت او و شاهزاده خانم‌های خاندان چنگیزی در سمت چپ و امرای دیگر در مقابل آن ایستاده و لشکر در پشت چادر مخصوص ایلخانی صف زده بودند. محمد که پس از جلوس به تخت لقب سلطان اولجایتو یعنی سلطان آمرزیده اختیار کرد؛ در این موقع بیش از بیست وسه سال نداشت و او سومین پسر ارغون خان بود، از طرف مادر نوادهٔ برادر دوقوز خاتون محسوب می‌شد. سلطان محمد اولجایتو را به مناسبت تعلقی که به مذهب شیعه اظهار می‌داشت، شیعیان خدابنده لقب داده‌اند؛ ولی اهل تسنن از راه دشمنی و کینه جویی این کلمه را خربنده کرده و سلطان محمد اولجایتو به همین علت در کتب قدما به هر دو عنوان خدابنده و خربنده مذکور شده است. اولجایتو سه روز بعد از جلوس فرمانی دایر بر اقامهٔ مراسم دینی و شعائر اسلام و رعایت قوانین و یاساهای غازانی صادر نمود و به امرا و سران لشکری خلعت‌های بسیار بخشید. قتلغشاه نویان را به عنوان بیگلربیگی فرماندهی و سپهسالاری کل اردو و در میان رجال مملکتی مقام اول داد و امیر چوپان و فولادقیا و حسین بیک و سونج وایسن قتلغ را در تحت امر او گذاشت. سپس خواجه رشیدالدین فضل اﷲ همدانی طبیب را مثل ایام برادر به صدارت و خواجه سعدالدین محمد ساوجی را به مشارکت او در امور دیوانی و وزارتی گماشت و اوقاف را به قتلغقیا و بهاءالدین یعقوب سپرد و دو نفر از فرستادگان سلطان مصر را که در سنوات آخر سلطنت غازان به ایران آمده و به امر آن پادشاه تحت نظر مانده بودند، آزادی بخشید و در خدمت خودنگاهداشت.

### ورود به دارالملک تبریز
بعد از ورود به تبریز اولجایتو سفرای تیمورقاآن (۶۹۴–۷۰۶ هَ. ق) جانشین قوبیلای قاآن و اولوس اوگتای و جغتای را پذیرفت و در نتیجهٔ این ملاقات، بین ایلخان ایران و امپراتور چین و جانشینان اوگتای و جغتای رشتهٔ اتحاد و وداد مستحکم گردید. کمی بعد اولجایتو از تبریز به مراغه رفت و رصدخانهٔ آن را بازدید نمود. اصیل الدین پسر خواجه نصیرالدین طوسی را به ادارهٔ آن گماشت و پس از مراجعت بتبریز بدشت مغان حرکت نمود تا زمستان را در آن قشلاق بگذراند. اولجایتو از مغان دو نفر فرستادهٔ سلطان مصر را که آزادی بخشیده بود، بهمراهی نمایندگانی روانهٔ آن دیار نمود و به ایشان مأموریت داد که در مقابل از سلطان مصر خلاص ایرنجین برادر سونج را که در محاربات آخری بین غازان و مسلمین شام و مصر اسیر شده بود بخواهند و پیام دوستانهٔ اولجایتو را نیز بسلطان ابلاغ نمایند. در سال ۷۰۵ هَ. ق؛ یعنی سال دوم سلطنت اولجایتو تاج الدین گورسرخی نائب امیر هرقداق و بعضی دیگر از ساعیان خواجه رشیدالدین و خواجه سعدالدین را به اختلاس و برداشت مال دیوانی متهم کردند. اولجایتو قتلغنویان را مأمور تحقیق این قضیه نمود و چون بدخواهی و سعایت تاج الدین و دیگران با ثبات رسید، اولجایتو امر داد که ایشان را سیاست کنند و در نتیجه، تاج الدین گورسرخی بقتل رسید. بنای سلطانیه در ۷۰۴ هَ.ق. غازان خان در اواخر عمر خود خیال داشت که در محل چمن سلطانیه، یعنی درسرزمینی که دو رود کوچک ابهر و زنجان رود در آنجا سرچشمه می‌گیرند و اولی بطرف محال قزوین و دومی به سمت قزل اوزن متوجه می‌شود، شهری بنا کند و به این کار دست زد، ولی عمرش وفا نکرد و اولجایتو دنبالهٔ خیال برادر را در این خصوص گرفت. سرزمین حالیهٔ سلطانیه را مغول قنغورالانگ می‌گفتند و چمن آن مرتع احشام ایشان بود و غالباً ایلخانان و سرداران مغول در عبور از عراق به آذربایجان یا بالعکس در آن سرزمین رحل اقامت می‌انداختند. غازان خان در این محل که به هیچ وجه آبادی نداشت، اساس شهری را پی افکنده بود و اولجایتو همان را بنام سلطانیه در پنج فرسنگی ابهر در تاریخ ۷۰۴ هَ.ق. شروع به اتمام کرد و آن را در مدت ده سال به انجام رساند؛ به‌طوری‌که در سال ۷۱۳ ق. در محل قنغورالانگ که چمنی بیش نبود یکی از اعاظم بلاد اسلامی شرق ایجاد گردیدو ابنیهٔ بسیار از عمارات، مدارس، مساجد، حمام‌ها و بازارها در آن انشاء شد و جمعیت فراوان از هر طبقه در شهر مزبور مجتمع آمدند. دورادور سلطانیه به امر اولجایتو باروئی مربع شکل ساختند که طول آن ۳۰هزار قدم می‌شد و ضخامت دیوارهای آن به اندازه‌ای بود که چهار سوار پهلوی یکدیگر می‌توانستند روی آن حرکت کنند و در وسط آن اولجایتو قلعهٔ بزرگی ساخت که از جهت عظمت بشهری می‌ماند و در آن گنبدی جهت مقبرهٔ خود بنا کرد که همان گنبد معروف شاه خدابنده است که بعد از وفات، سلطان را در آنجا بخاک سپردند و آن از مهم‌ترین ابنیه و از نمونه‌های عالی معماری عهد مغول است. اولجایتو در بنای سلطانیه، همان راهی را که غازان در ساختن شنب غازان تبریز پیش گرفته بود، پیروی کرد؛ یعنی بعد ازساختن شهر و گنبد در اطراف مقبرهٔ خود به بنای هفت مسجد امر داد و یکی از آن‌ها را خود بخرج خویش از مرمر و چینی ساخت و ابنیهٔ بسیار دیگر نیز از دارالشفا، داروخانه، دارالسیادة و خانقاه در سلطانیه بر پا شد و اولجایتو علاوه بر بنای قصری جهت اقامت خویش مدرسهٔ بزرگی در آن شهر از روی گردهٔ مدرسهٔ مستنصریهٔ بغداد ایجاد نمود و از هر طرف مدرسان و علما و اهل بحث و درس را به آنجا خواند. در ساختن پایتخت جدید امراو وزرای اولجایتو نیز هر کدام بسهم خود شرکت کردند، از آنجمله خواجه رشیدالدین یک محلهٔ تمام از سلطانیه را که بر هزار خانه مشتمل بود به انضمام مدرسه و دارالشفا و خانقاهی به خرج خود ساخت. اولجایتو بعد از بنای سلطانیه با جماعتی از پیشه وران و اهل حرف و صنایع در مزید رونق آن شهر کوشید و سلطانیه در اندک مدتی بعد از تبریز، اولین شهر ممالک ایلخانی گردید؛ ولی افسوس که اعتبار آن دوامی نکرد و پس از اولجایتو و ابوسعیدخان یکباره از اهمیت افتاد و به همان سرعت که ایجاد شده بود رو به خرابی گذاشت این شهر از آن تاریخ به بعد دیگر جانی نگرفت و امروزه شهر کوچک و کم جمعیتی است.

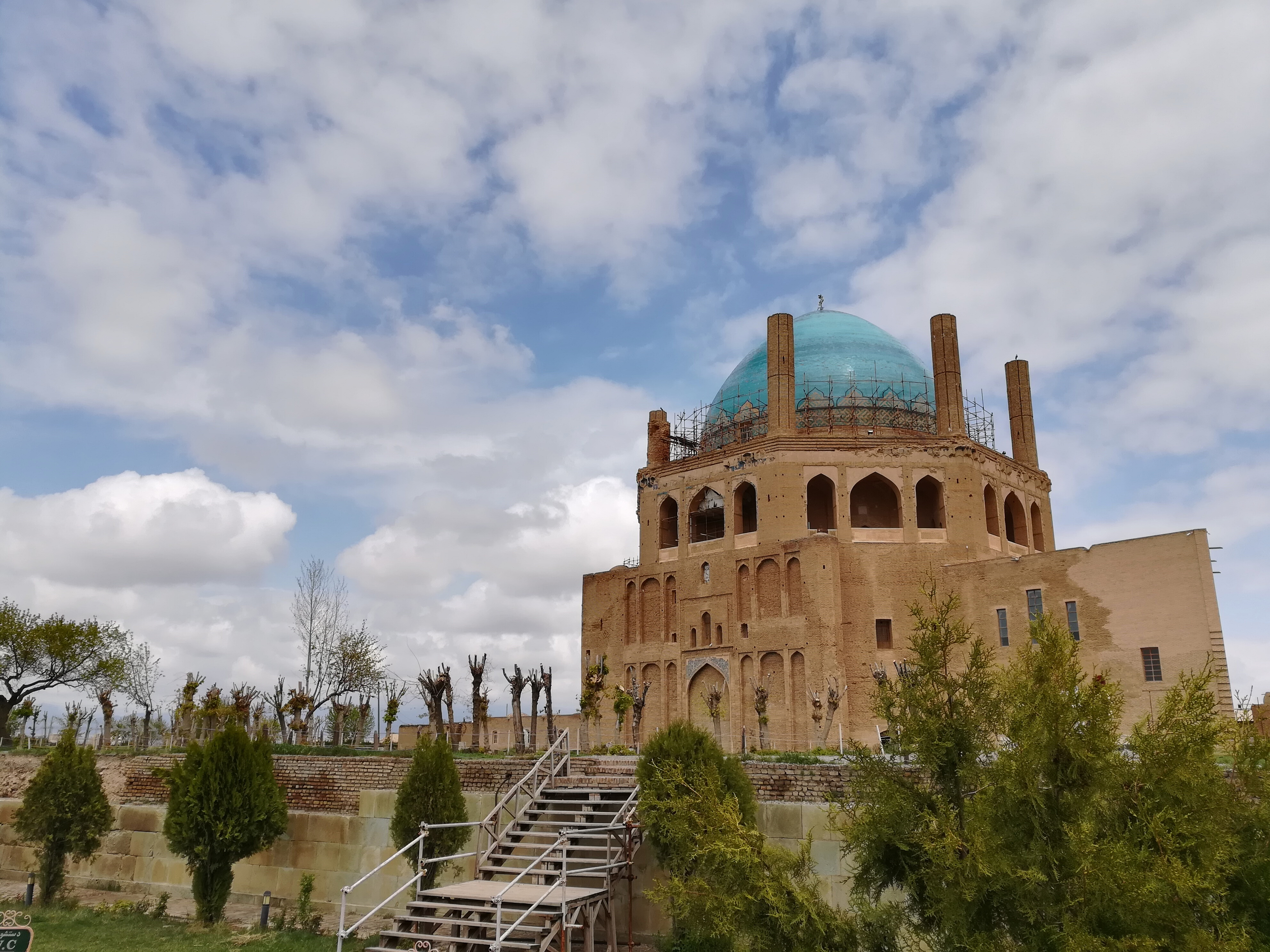
آرامگاه اولجایتو در سلطانیه

### فتح گیلان
فتح گیلان در ۷۰۶ ه‍.ق ولایت کوچک گیلان در تمام دورهٔ استیلای مغول از حد اردبیل و خلخال تا حدود کلاردشت و سرحد خاک مازندران از دستبرد سرداران چنگیزی و هولاکو و ایلخانان؛ جانشین ایشان محفوظ مانده بود وبواسطهٔ وجود معابر صعب العبور و بیشه‌های انبوه مغول‌ها نتوانسته بودند بر آن دست یابند. در سال ۷۰۵ هَ.ق. موقعی که یکی از پسران امیر ارغون آقا؛ حاکم مشهور مغول برای رساندن خبر مرگ خان اولوس جغتای بدرباراولجایتو آمده بود، به آن پادشاه گفت: که چگونه است که ایلخانان ایران با این همه فتوحات که بر دست ایشان میسر شده هنوز نتوانسته‌اند که ولایت کوچکی مثل گیلان را که در جنب مقر ایشان است، مسخر نمایند و دست امرای محلی را که تا این تاریخ زیر بار فرمان مغول نرفته‌اند از آن ناحیه کوتاه سازند؟ این بیان در مزاج اولجایتو بحدی مؤثر افتاد که تصمیم گرفت تا گیلان را از وجود امرای محلی مصفی ̍ سازد و افتخار این فتح را که تا آن وقت به‌دست هیچ‌یک از خان‌های مغول حاصل نشده ببرد، به همین خیال در سال ۷۰۶ هَ.ق. چهار دسته سپاهی از چهار طرف به سمت معابر صعب العبور گیلان فرستاد، بشرح ذیل: امیر چوپان از راه اردبیل و طالش، قتلغشاه از سمت خلخال، طوغان و مؤمن از راه قزوین و کلاردشت و خود او نیز با اردوی چهارم از طریق لاهیجان، گیلان را مورد هجوم قرار داد. گیلان و خلخال در این تاریخ، در دست امرای محلی بود و هر قسمت از آنجا را امیری در تصرف داشت؛ مثلاً خلخال را شرف الدین خلخالی و قسمت کسکرو فومن و پیه پس (گیلان غربی یعنی ساحل یسار سفیدرود) زنی از خاندان اسحاقوند یا امرای دباج تحت نفوذ خودداشتند و این زن که به امیرهٔ دباج معروفست و آنکه به‌مناسبت این که قطب الدین علامه محمودبن مسعود شیرازی (۶۲۴–۷۱۰ هَ. ق) کتاب درةالتاج لغرةالدباج را بنام او ساخته، مشهور شده است؛ از جمیع امرای گیلان در این تاریخ نامی تر بود.
اولجایتو قبل از لشکرکشی بخاک گیلان سُفرائی پیش امرای محلی آنجا فرستاد و ایشان را به اطاعت خود خواند. از ایشان امیرهٔ دباج هدایایی نزد اولجایتو روانه نمود و از در فرمان برداری درآمد و خود نیز به اردوی خدابنده آمد و مورد اکرام و احترام شد و سایر امرای گیلان نیز همین راه و رسم را پذیرفتند؛ ولی اندکی بعد فهمیدند که به واسطهٔ ثروت فوق‌العادهٔ گیلان و صیت گرانی امتعهٔ حاصلهٔ از آن، مخصوصاً ابریشم امرای اولجایتو چشم طمع به این ولایت دوخته‌اند و هر کدام از امرای محلی توقعاتی بی پایان دارند. به همین جهت به‌تدریج سر از اطاعت پیچیدند و درصدد دفاع املاک موروثی و مال و نام خود برآمدند و از ایشان امیرهٔ دباج بدون تحصیل اجازه از اولجایتو به مستقر خود که فومن بود، رفت و این حرکت اولجایتو را خشمگین کرده به ترتیب اردو و تقسیم ایشان به چهار لشکر و استیلای گیلان از چهار حد تصمیم گرفت. اگرچه فتح گیلان در قدم اول به مناسبت کوچکی و نزدیکی و عدم اعتبار امرای محلی آسان می‌نمود، ولی کمی بعد معلوم شد که کاری بس مشکل است چه از طرفی سختی راه‌ها و موانع بیشمار از قبیل: جنگل و کوه و باران و گل، قدم به قدم اردوهای اولجایتو را دچار زحمت و خطر می‌کرد و از طرفی دیگر دفاع مردانهٔ مردم از جان و مال خود باعث وارد آمدن شکست‌های پی در پی به لشکریان خدابنده می‌شد و اگرچه اولجایتو بالاخره گیلان را مسخر ساخت و امرای آنجا را مطیع و خراج‌گذار خود کرد، ولی تلفات جانی داد و سپهسالار کل اردوی او، یعنی قتلغشاه که شخص اول مملکت بود در این واقعه به قتل رسید. در هجوم به گیلان امیر چوپان به آسانی حدود کسکر را غارت کرده با فتح و نصرت قبل از رسیدن اولجایتو به لاهیجان به اردوی او پیوست، ولی قتلغشاه پس از گرفتن دست اطاعت از شرف الدین خلخالی حکمران خلخال با اینکه شرف الدین او را از عبور از تنگه‌های کوهستانی سخت طالش منع نمود، به شوکت خود مغرور شد به طمع اموال مردم گیلان به طرف این خاک پیش تاخت و امیر فولادقیا را به پیش قراولی خود فرستاد. لشکریان امیرهٔ دباج به جلوی امیر فولاد آمدند و چون سه بار شکست خوردند، طلب صلح کردند؛ ولی قتلغشاه به تحریک پسر خود درخواست صلح گیلانیان را نپذیرفت و جلوتر آمد و پسر را نیز به همراهی امیر فولاد فرستاد. لشکریان امیرهٔ دباج پسر قتلغشاه را منهزم کردند و اردوی او در گل و لای فروماند. چون قتلغشاه به انتقام جلو آمد، یکی از گیلانیان او را کشت و لشکریانش از معرکه گریخته و غنائم بسیار برای گیلانیان به جا گذاردند.
امیر طغان و امیر مؤمن از طرف کلاردشت و رستمدار عازم گیلان بودند.

## ارتباط سیاسی و تجاری با اروپا

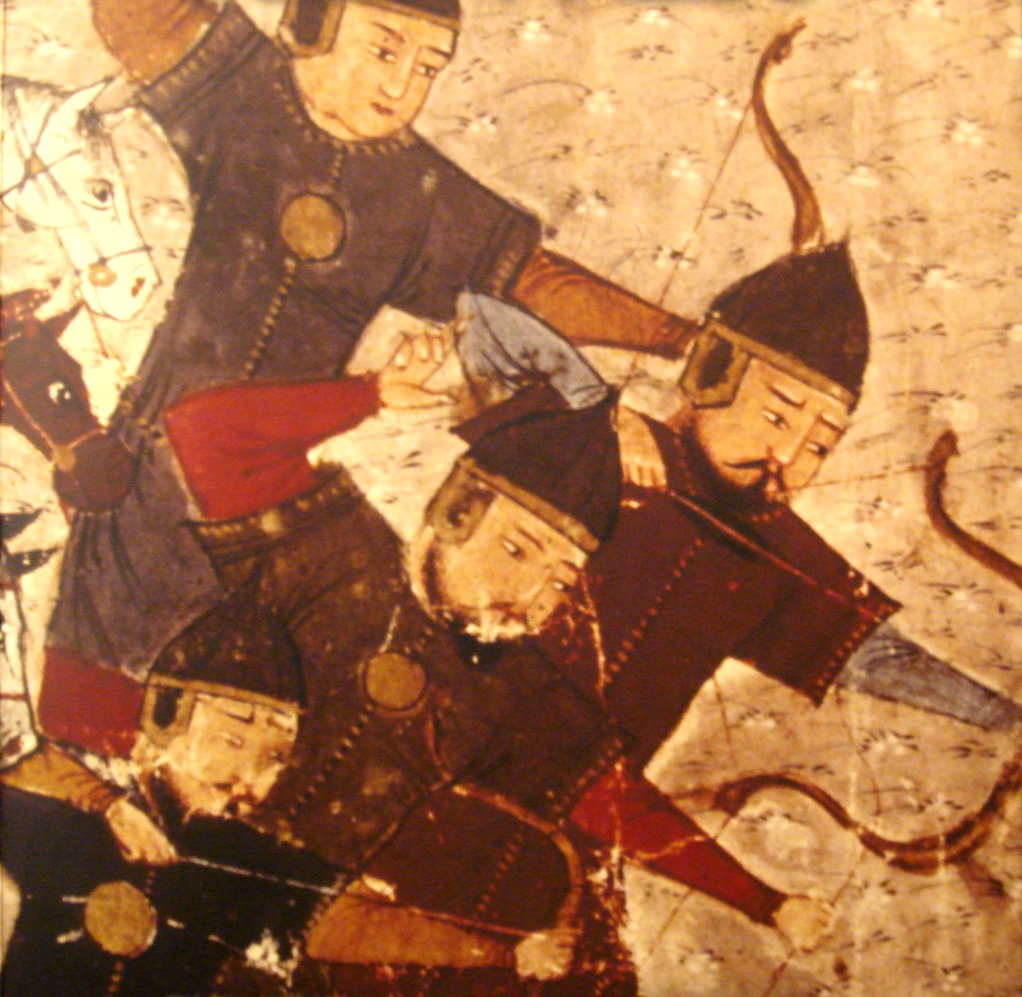
جنگجویان مغول در دوره اولجایتو، تصویر از کتاب مجمع التواریخ تألیف رشیدالدین فضل‌الله همدانی

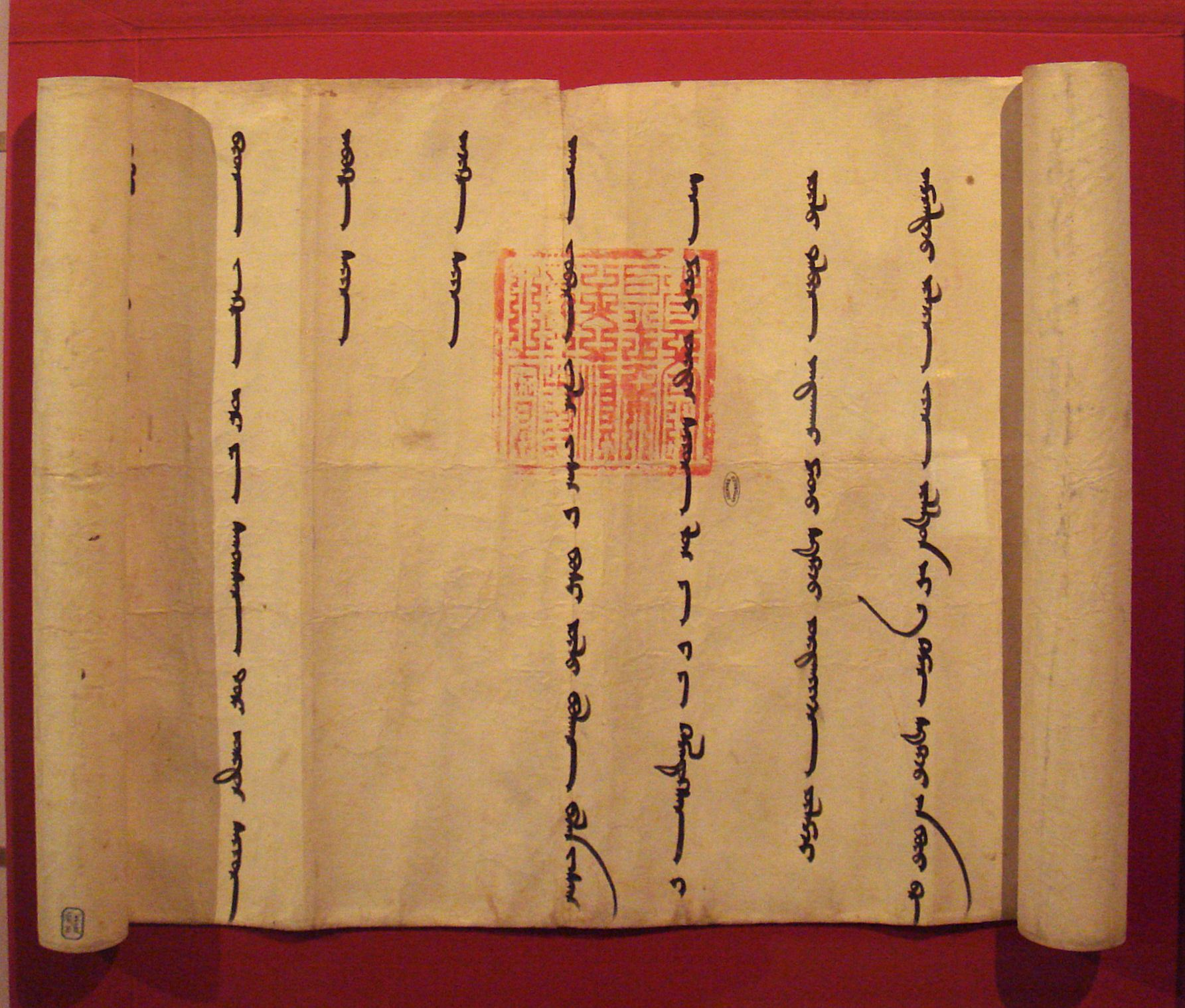
نامه اولجایتو به فیلیپ چهارم (پادشاه فرانسه)

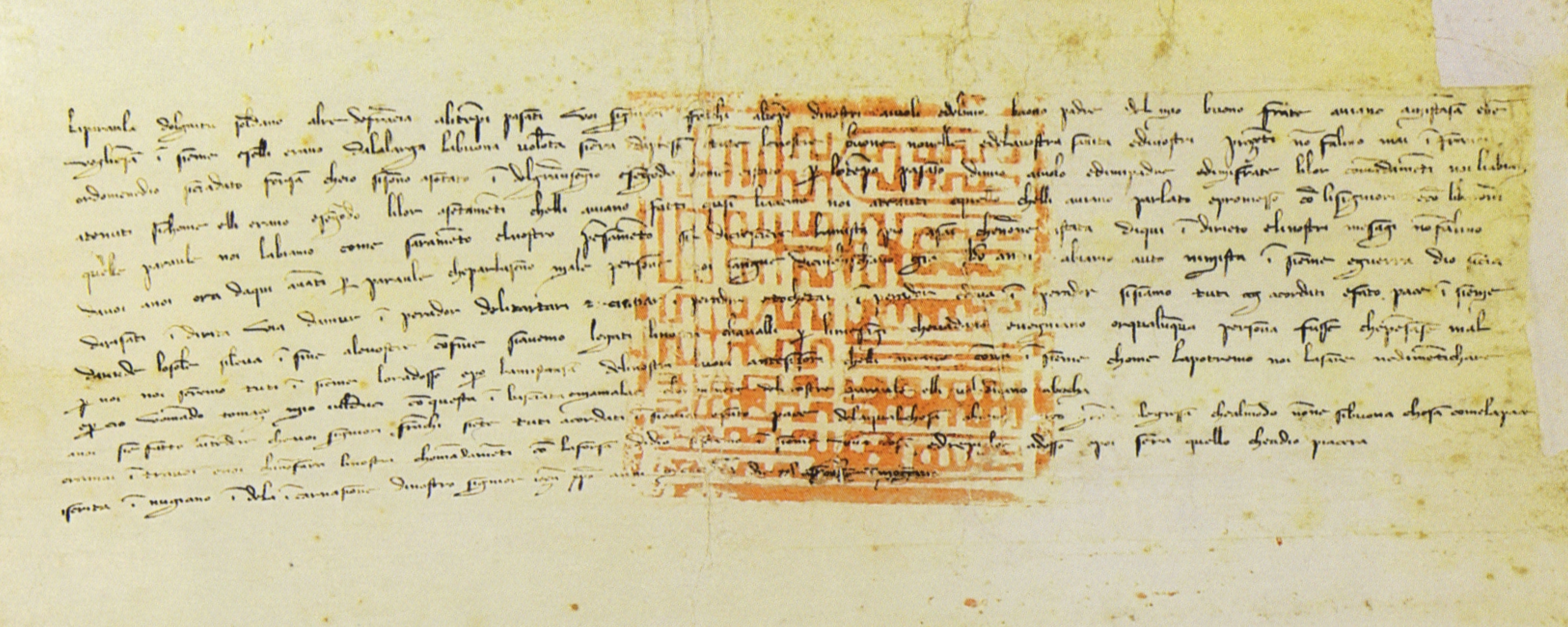
ترجمه نامه اولجایتو به فیلیپ چهارم (پادشاه فرانسه) توسط بوسکارلو د گیتزولفی

مناسبات تجاری با قدرت‌های اروپایی در دوران سلطان محمد خدابنده بسیار گسترش و رونق یافت.
طی سلطنت او، مردم جنوا نخستین بار در سال ۱۲۸۰ میلادی به پایتخت ایلخانیان یعنی تبریز وارد شدند، و ایتالیایی‌ها کنسول مقیم را تا سال ۱۳۰۴ ایجاد کردند. اولجایتو همچنین از طریق پیمانی در سال ۱۳۰۶ کاملاً حقوق تجارت را به ونیزی‌ها داد (بعدها چنین پیمانی نیز با پسرش سلطان ابوسعید بهادرخان در سال ۱۳۲۰ به امضا رسید). به گفته مارکو پولو، تبریز در تولید طلا و ابریشم تخصص داشت و بازرگانان غربی می‌توانستند سنگ‌های قیمتی را در مقادیر زیاد خریداری کنند.

### اتحاد نظامی اولجایتو با اروپا
سلطنت مملوکان تُرک، دشمن مشترک مغولان و اروپاییان بودند. در سال ۱۲۴۴ م. مملوک‌ها اورشلیم را تصرف کردند. و لویی نهم (پادشاه فرانسه) با آنان وارد جنگ صلیبی شد. صلیبیون در سال ۱۲۴۴ م. در غزه با قوای تُرکان به رهبری ظاهر بیبرس روبه‌رو شدند و طی ۴۸ ساعت کاملاً شکست خورده و منهدم شدند. لویی نهم برای جبران شکست، مجدداً جنگ صلیبی دیگری را علیه ممالیک مصر در سال‌های ۱۲۴۸ تا ۱۲۵۴ م. تدارک دید. صلیبیون در این نبرد نیز شکست قاطعی خوردند و لویی اسیر شد. تُرک‌ها خون‌بهای هنگفتی بابت آزادی لویی دریافت کرده و در نهایت او را آزاد کردند. مغول‌ها نیز در نبرد عین جالوت متحمل شکست سختی از مملوکان شده بودند. در این جنگ که در جنوب خاوری الجلیل در منطقهٔ عین جالوت در فلسطین کنونی اتفاق افتاد، مملوک‌های تُرک به فرماندهی سیف الدین قُطُز و ظاهر بیبرس موفق شدند تمامی نیروی ۱۰ هزار نفره مغول را کشته و پیروز قطعی این نبرد شوند. نبرد عین جالوت نقطه پایانی تصرفات مغول بود و این نخستین باری بود که توسعه تصرفات سپاه مغول در نتیجه جنگ با قوای محلی برای همیشه در منطقه‌ای متوقف شده و پس رانده شد.
الجایتو مانند ارغون و غازان، روابط دیپلماتیک خود با اروپا را ادامه داد، و برای اتحاد بین‌الملل مسیحی اروپا و مغول‌ها علیه سلطنت مملوکان مصر اعلام آمادگی کرد، هرچند خود الجایتو به اسلام گرویده بود. در آوریل ۱۳۰۵، وی سفرای مغول را به سرپرستی بوسکارلو د گیتزولفی نزد پادشاه فرانسه فیلیپ چهارم، پاپ کلمنت پنجم و ادوارد اول انگلیس فرستاد. نامه فیلیپ چهارم، تنها سند باقی مانده است و موارد توافق بین مغول‌ها و فرانک‌ها را شرح می‌دهد:
"ما، سلطان اولجایتو، سخن می‌گوییم. ما، که با قدرت آسمان، به تخت سلطنت رسیدیم (...)، ما، نوادگان چنگیزخان (...) هستیم. در واقع، این بهترین توافق است، در برابر دشمن مشترک ما با هم دفاع خواهیم کرد. بگذارید آسمان تصمیم بگیرد! "
- گزیده از نامه اولجایتو به فیلیپ. بایگانی ملی فرانسه.
وی همچنین توضیح داد که اختلافات داخلی امپراتوری مغول اکنون به پایان رسیده است:
وی ادامه داد: اکنون همه ما، یعنی تیمورخاقان، تاچپار، توقوتاخان، توگبا و خودم، نوادگان اصلی چنگیزخان، همه ما فرزندان و برادران هستیم و با الهام و یاری خداوند آشتی می‌کنیم، به طوری که از چین در مشرق زمین، به دریاچه دالا مردم ما متحد هستند و مسیرها و راه‌ها امنیت دارد. "
- گزیده از نامه اولجایتو به فیلیپ. بایگانی ملی فرانسه.
این پیام به ملل اروپایی اطمینان داد که اتحاد فرانکو-مغول یا حداقل تلاش برای چنین اتحادی متوقف نشده است، حتی اگر خان‌های مغول به اسلام گرویده‌اند.

## تاریخ و هنر در دوره الجایتو
الجایتو حامی و مشوق انواع هنرها بود، به اشاره او بود که رشیدالدین نخستین مجلد کتاب تاریخ غازانی را که بررسی تاریخ مغولان از آغاز تا مرگ غازان بود به پایان برد و دست به کار نوشتن مجلد دوم گردید که اولین کوشش برای ثبت تاریخ همه ملل بزرگ اوراسیا بود. اما تصویر الجایتو در درجه اول به عنوان کسی است که دوستدار سازندگی و آبادانی بود.
هم چنین، بنیان‌گذار و پدر آموزش عشایری در ایران حداقل از هفتصد سال پیش، سلطان محمد خدابنده الجایتو بوده است. به دستور وی مدرسه سیار ایجاد شد که همراه با اردوی سلطان در ییلاق و قشلاق در حرکت بوده و هیئت تعلیم و محصلان و اطرافیان آن می‌بایستی همراه سلطان محمد خدابنده الجایتو در حرکت باشند؛ بنابراین مدرسه متحرکی به وجود آمد که «وصاف الحضره» صاحب کتاب «تاریخ وصاف»، آن را «مدرسه سیار سلطانی» خوانده است.